# Var hälsad, sköna morgonstund
Var hälsad, sköna morgonstund är en julpsalm, eller snarast en julottepsalm, med text av Johan Olof Wallin. Psalmen tillhör de sista som togs med i 1819 års psalmbok och diktades samma år som psalmboken kom ut (ev. julhelgen året innan). Den kom snart att ersätta psalmer som Var kristtrogen fröjde sig och Den signade dag som obligatoriska julottepsalmer. Nils-Arvid Bringéus har påvisat att önskan att få sjunga denna psalm bidrog till att julottan återinfördes i Lunds stift under 1800-talet, efter att i danskt kyrkoliv ha försvunnit vid reformationen.
Psalmen har i allmänhet sjungits stående som inledning av julottan i Svenska kyrkan. Psalmen är därför märkt med en asterisk (*) i psalmboken. Efter 1986 har den ibland bytts ut mot När juldagsmorgon glimmar som ingångspsalm vid julottan. Den gamla traditionen att låta de tre slutverserna inleda även andra gudstjänster i juletid är i avtagande, men förekommer ännu på sina håll.
Inledningsstrofen anger psalmens julkaraktär, men annars uppehåller den sig inte särskilt vid krubba och stall, utan handlar om kyrkoårets tider och presenterar Jesus som de kristnas ännu levande herde och konung. Hans jordeliv och hans gärning idag, i våra liv, vävs samman. Himmelen, hans tillkommande rike, ställs fram som det stora målet.
Musiken (2/2-takt, C-dur) är komponerad av Philipp Nicolai omkring 1597 och publicerad i ett bihang till hans psalmbok Freudenspiegel des ewigen Lebens (Det eviga livets glädjespegel) (1599). Melodin har kallats "koralernas drottning".
|  |
|  |

## Utgåvor

### Julsångböcker
- Julens vackra sånger 1, 1968, som nr 4
- Julens önskesångbok, 1997, under rubriken "Traditionella julsånger".

### Psalmböcker
- 1986 års Cecilia-psalmbok/1986 års ekumeniska psalmbok som nr 119 under rubriken "Jul
- Den svenska psalmboken
  - 1819 års psalmbok som nr 55 under rubriken "Jesu kärleksfulla uppenbarelse i mänskligheten: Jesu födelse (julpsalmer)".
  - 1937 års psalmbok som nr 55 under rubriken "Jul".
  - Psalmer för bruk vid krigsmakten 1961 som nr 55 verserna 1-4
  - 1986 års psalmbok/1986 års ekumeniska psalmbok som nr 119 under rubriken "Jul".
- Finlandssvenska psalmboken 1986 som nr 27 under rubriken "Jul
- Frälsningsarméns sångbok
  - Musik till Frälsningsarméns sångbok 1907 som nr 414
  - Frälsningsarméns sångbok 1929 som nr 543 under rubriken "Högtider och särskilda tillfällen - Jul"
  - Frälsningsarméns sångbok 1968 som nr 604 under rubriken "Högtider - Jul"
  - Frälsningsarméns sångbok 1990/1986 års ekumeniska psalmbok som nr 119 under rubriken "Jul
- Förbundstoner 1957 som nr 43 under rubriken "Guds uppenbarelse i Kristus: Jesu födelse"
- Herde-Rösten 1892 som nr 94 under rubriken "Jul-sånger:"
- Hjärtesånger 1895 som nr 46 under rubriken "III. Julsånger Nr 45-47"
- Lova Herren 1988 som nr 100 under rubriken "Jul"
- Psalmer och Sånger 1987/1986 års ekumeniska psalmbok som nr 119 under rubriken "Jul"
- Segertoner
  - Segertoner 1930 som nr 104
  - Segertoner 1960 som nr 104
  - Segertoner 1988 - 1986 års ekumeniska psalmbok som nr 119 under rubriken "Jul
- Sionstoner
  - Sionstoner 1889 som nr 446 under rubriken "Psalmer", med verserna 1-4
  - Sionstoner 1935 som nr 151 under rubriken "Jul"
  - Sionstoner 1972 som nr 109
- Svenska Frälsningsarméns sångbok 1922 som nr 25 under rubriken "Högtider, Jul"
- Svenska Missionsförbundets sångbok
  - Svenska Missionsförbundets sångbok 1894 som nr 32 under rubriken "Jesu födelse"
  - Svenska Missionsförbundets sångbok 1903 som nr 32 under rubriken "Jesu födelse"
  - Svenska Missionsförbundets sångbok 1920 som nr 82 under rubriken "B. Jesu födelse 73-99"

### Söndagsskolsångböcker
- Lilla Psalmisten 1909 som nr 16 under rubriken "Kristus: Hans födelse, död, uppståndelse."
- Stockholms söndagsskolförenings sångbok 1882 som nr 87 under rubriken "XIII Psalmer nr 81-110" med verserna 1 och 4
- Svensk söndagsskolsångbok 1908 som nr 22 under rubriken "IV Julsånger"
- Svensk söndagsskolsångbok 1929 som nr 37 under rubriken "IV Advents- och julsånger"

### Övriga sångböcker
- - Barnens svenska sångbok, 1999, under rubriken "Året runt".